# UC3 Nautilus

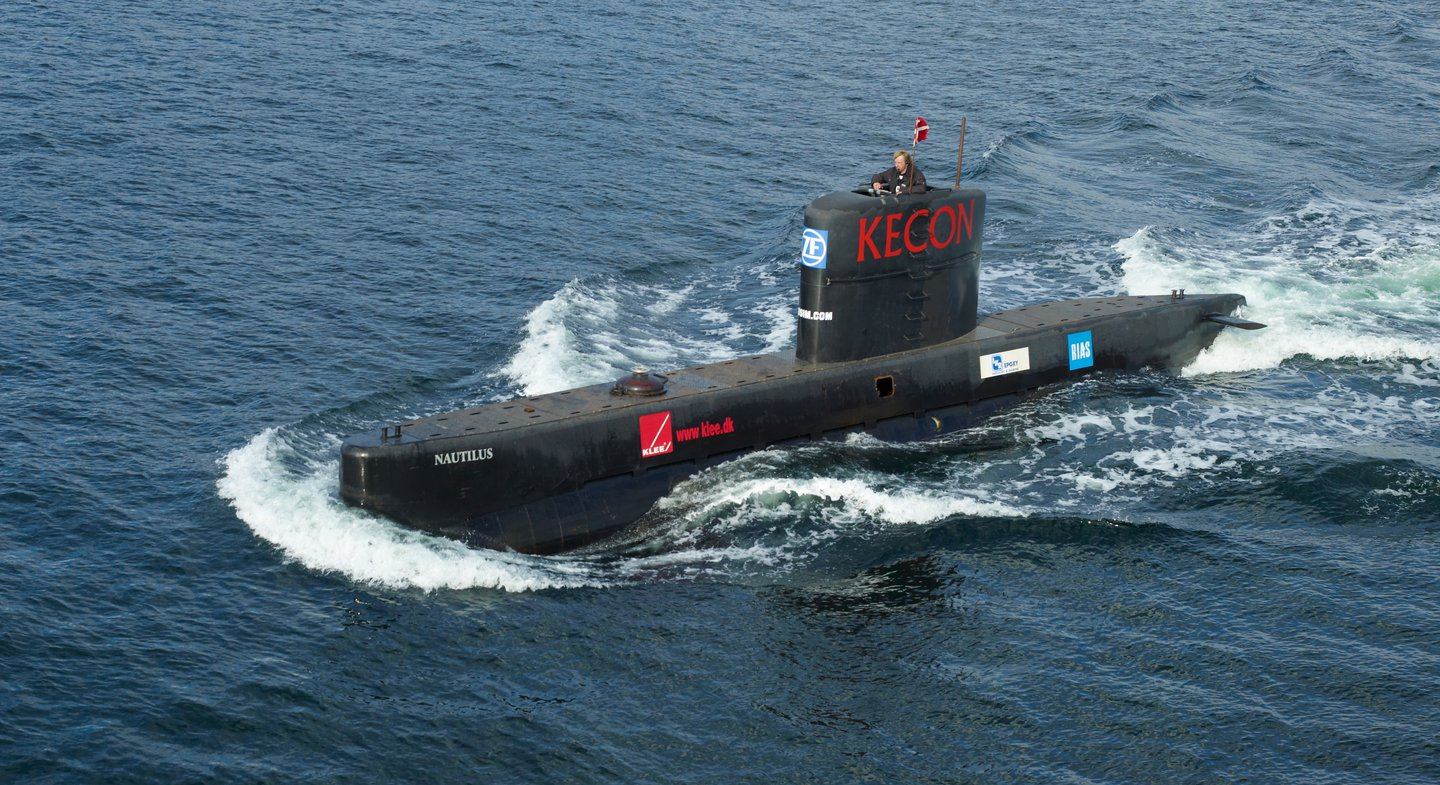
UC3 Nautilus

UC3 Nautilus var en dansk ubåt byggd av Peter Madsen. Ubåten var sjösatt den 3 maj 2008 i Köpenhamn. Detta var en av världens största ubåtar som var hembyggd och privatägd.
Den 11 augusti 2017 anmäldes ubåten försvunnen. Det skulle senare visa sig att den hade förlist och sjunkit. Efter detta framgick det att den svenska journalisten Kim Wall hade befunnit sig i ubåten och senare avlidit. Då hennes kropp senare hittades framgick det att Peter Madsen troligen hade mördat Kim Wall ombord på ubåten. År 2018 dömdes också Peter Madsen för mordet på Kim Wall.
I december 2018 meddelades att ubåten skrotats och därmed inte längre existerar.